# Gegen Vergessen – Für Demokratie
Gegen Vergessen – Für Demokratie e. V. ist ein gemeinnütziger Verein mit Sitz in Berlin mit 2.000 Mitgliedern und 40 regionalen Arbeitsgruppen. Er möchte für Toleranz und Demokratie werben und zur Auseinandersetzung mit politischem Extremismus, Rassismus, Fremdenfeindlichkeit und Ausgrenzung von Minderheiten beitragen. Der Verein ist nach eigenen Angaben unabhängig, überparteilich und konfessionell ungebunden.

## Aufgaben und Ziele
Laut Satzung sind die Ziele des Vereins die folgenden:
- "a) Zur Aufarbeitung und Bewahrung des Vermächtnisses des Widerstands gegen die Nazi-Diktatur, zur Aufklärung über den Ursprung des Nationalsozialismus und des Faschismus und ihrer Strukturen sowie zur Darstellung der Opposition, des Widerstandes, der Verfolgung und des Exils der Gegner des NS-Regimes,
- b) zur Darstellung der Opposition, des Widerstandes und der Verfolgung im kommunistischen System durch Aufklärung über die Entwicklung des Kommunismus,
- c) zur Auseinandersetzung mit Feindbildern, Rassismus, Fremdenfeindlichkeit, Ausländerfeindlichkeit, Antisemitismus und anderer Formen des politischen Extremismus und zur Förderung demokratischer Gesinnung beizutragen."[4]

Der Verein will historische Erinnerungsarbeit zum Nationalsozialismus und zur SED-Diktatur mit gegenwartsbezogenem Engagement für die Mitgestaltung der demokratischen Zivilgesellschaft verbinden.
Er realisiert Kultur-, Bildungs- und Informationsveranstaltungen und -projekte, organisiert politische Initiativen und berät zivilgesellschaftliche Gruppen. Daneben erstellt er Angebote für Schulen sowie für die Aus- und Weiterbildung, um über Struktur und Funktionsweise totalitärer Systeme aufzuklären und zur Auseinandersetzung mit Rechtsextremismus beizutragen. Im Allgemeinen setzt er sich für die Förderung von Toleranz „auf allen Gebieten der Kultur“ und des Völkerverständigungsgedankens ein.

## Geschichte
Den Anstoß zur Gründung des Vereins gab im Jahre 1989 der ehemalige Widerstandskämpfer Heinz Putzrath, langjähriger Vorsitzender der Arbeitsgemeinschaft ehemals verfolgter Sozialdemokraten (AvS), die die Interessen der sozialdemokratischen NS-Opfer vertrat. Die AvS litt darunter, das die meisten ihrer Mitglieder bereits hochbetagt waren und die Organisation auszusterben drohte. In dieser Situation entwickelte Putzrath das Konzept einer Organisation mit dem Namen Wider das Vergessen – Pro Demokratie. Diese sollte eine Plattform auch für andere, nicht sozialdemokratische NS-Gegner sowie für Sozialdemokraten werden, die in der Sowjetischen Besatzungszone bzw. der DDR verfolgt worden waren. Putzrath konnte schließlich den ehemaligen SPD-Vorsitzenden Hans-Jochen Vogel von diesem Projekt überzeugen, der allerdings, anders als Putzrath es geplant hatte, eine überparteiliche Initiative schuf.
Der Verein wurde am 19. April 1993 von Vertretern des öffentlichen Lebens verschiedener Parteien gegründet. Motivation hierfür waren auch die rassistischen und fremdenfeindlichen Ausschreitungen zwischen 1991 und 1993 wie in Hoyerswerda, Rostock-Lichtenhagen, Mölln und Solingen. Zu den Gründungsmitgliedern gehörten Politiker, Wissenschaftler, Pädagogen, Gewerkschafter, Journalisten und Leiter von Gedenkstätten. Gründungsvorsitzender des Vereins war Hans-Jochen Vogel. Ihm folgte 2000 Hans Koschnick nach, der das Amt bis 2003 ausübte, woraufhin bis 2012 Joachim Gauck der Vorsitzende war, bis dieser zum Bundespräsidenten gewählt wurde. Sein Nachfolger war Wolfgang Tiefensee bis Ende 2014, als er Wirtschaftsminister in Thüringen wurde. Ende 2015 wählte die Mitgliederversammlung Bernd Faulenbach zum neuen Vorsitzenden, der wiederum vom ausgeschiedenen Präsidenten des Bundesverfassungsgerichtes, Andreas Voßkuhle, in diesem Amt beerbt wurde.
Die seit der Gründungsversammlung geltende Vereinssatzung wurde bei Mitgliederversammlungen am 31. Oktober 1996, am 21. November 2003, am 11. November 2006 und am 22. November 2014 sowie auf der Vorstandssitzung am 18. November 2016 geändert.
Vorsitzende des Vereins
| Name                      | Name               | Amtszeit  |
| ------------------------- | ------------------ | --------- |
| Hans-Jochen Vogel         | Hans-Jochen Vogel  | 1993–2000 |
| Hans Koschnick            | Hans Koschnick     | 2000–2003 |
| Joachim Gauck             | Joachim Gauck      | 2003–2012 |
| Wolfgang Tiefensee (2004) | Wolfgang Tiefensee | 2012–2014 |
| Bernd Faulenbach          | Bernd Faulenbach   | 2015–2020 |
|                           | Andreas Voßkuhle   | seit 2020 |

## Organisationsstruktur

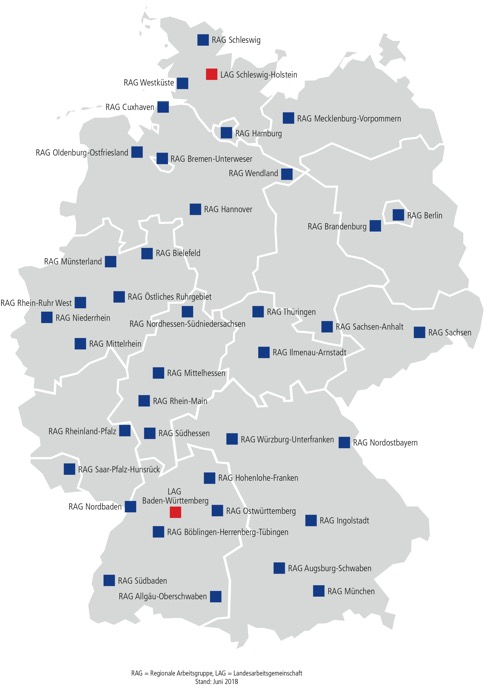
Die Regionalen Arbeitsgruppen (RAGs) und Landesarbeitsgemeinschaften (LAGs) des Vereins, Stand Juni 2018

Vorsitzender seit November 2020 ist Andreas Voßkuhle, stellvertretende Vorsitzende sind Christine Lieberknecht und Linda Teuteberg. Im Dezember 2021 wurde Cem Özdemir als zusätzlicher stellvertretender Vorsitzender und Eva Schmierer als Schatzmeisterin in den Vorstand gewählt. Vorsitzende des Beirats ist Rita Süssmuth. Die Geschäftsführung des Vereins hat Michael Parak inne.
Der Verein gliedert sich in 40 regionale Arbeitsgruppen, die jeweils durch mindestens eine Sprecherin oder einen Sprecher repräsentiert werden. Sitz der Geschäftsstelle ist Berlin. Der Verein ist eine Nichtregierungsorganisation, die sich über Mitgliedsbeiträge und Spenden finanziert. Daneben erhält er projektbezogene Förderungen und Zuwendungen.

## Kooperationen
Ein großer Teil der Veranstaltungen des Vereins findet in Kooperation mit anderen Einrichtungen, Organisationen und Unternehmen statt. Zu den Partnern auf überregionaler Ebene gehören die Friedrich-Ebert-Stiftung, die Konrad-Adenauer-Stiftung, die Hanns-Seidel-Stiftung, die Friedrich-Naumann-Stiftung, die Bundeszentrale für politische Bildung, die Bundesstiftung zur Aufarbeitung der SED-Diktatur, das Bundesministerium für Familie, Senioren, Frauen und Jugend, das Presse- und Informationsamt der Bundesregierung, die Stiftung „Erinnerung, Verantwortung und Zukunft“, das Anne Frank Zentrum, Aktion Sühnezeichen Friedensdienste, das American Jewish Committee, der Zentralrat der Juden in Deutschland und das Internationale Auschwitz-Komitee. Auf lokaler und überregionaler Ebene arbeitet der Verein mit Gedenkstätten, Bildungsträgern und zivilgesellschaftlichen Initiativen zusammen.

## Projekte und Veranstaltungen
Der Verein führt auf lokaler, regionaler und bundesweiter Ebene jährlich etwa 500 Veranstaltungen und Projekte durch.

### Historisch-politische Bildung
Im Bereich der historisch-politischen Bildung werden Seminare, Workshops und andere Projekte veranstaltet, oft in Zusammenarbeit mit Gedenkstätten und Zeitzeugen, in denen die Verbrechen des Nationalsozialismus und das Unrecht, das unter der SED-Diktatur begangen wurde, thematisiert werden. So war der Verein u. a. Mitveranstalter des „Geschichtsforum 1989–2009: Europa zwischen Teilung und Aufbruch“, einer wissenschaftlichen und erinnerungspolitischen Großveranstaltung aus Anlass des 20. Jubiläums der friedlichen Revolutionen in Deutschland und Ostmitteleuropa wie beispielsweise der Tschechoslowakei. In dem Projekt „Kinder über den Holocaust“ wurden Berichte jüdischer Kinder veröffentlicht, die den Holocaust im besetzten Polen überlebt haben; ergänzend dazu wurde eine didaktische Handreichung herausgegeben. Auf der Grundlage der Berichte entstand in Zusammenarbeit mit dem Theater der Jungen Welt Leipzig ein Theaterstück.
Mit zu den zahlreichen Projekten auf regionaler Ebene zählen die Aufarbeitung der Geschichte des KZ-Außenlagers Hailfingen-Tailfingen in Baden-Württemberg im Rahmen eines Gedenkstättenprojekts. In Sachsen-Anhalt führt die dortige regionale Arbeitsgruppe zusammen mit dem Landesbeauftragten für die Stasi-Unterlagen an zahlreichen Schulen eine Veranstaltungsreihe zur DDR-Geschichte durch.
Seit dem Jahr 2010 führt der Verein gemeinsam mit der Bundeszentrale für politische Bildung ein Projekt zur historisch-politischen Bildung in der Einwanderungsgesellschaft durch. Vor dem Hintergrund des wachsenden Anteils von Menschen mit Migrationshintergrund unter Jugendlichen und jungen Erwachsenen werden neue Ansätze für die Vermittlung von Diktatur- und Demokratiegeschichte entwickelt. Ausgehend von den Ergebnissen von Fachgesprächen mit Experten sowie den Erfahrungen aus verschiedenen Workshops soll ein Handbuch zur „Praktischen Geschichtsvermittlung in der Einwanderungsgesellschaft“ für Lehrer und andere Multiplikatoren der historisch-politischen Bildung erarbeitet werden.

### Förderung zivilgesellschaftlichen Engagements
Der Verein berät und unterstützt zivilgesellschaftliche Initiativen, die sich auf lokaler und regionaler Ebene mit Geschichte auseinandersetzen und sich gegen politischen Extremismus, Rassismus, Fremdenfeindlichkeit und Ausgrenzung von Minderheiten wenden. Unter anderem führt der Verein ein Argumentationstraining gegen rechtsextreme Stammtischparolen durch. Im Rahmen von Seminaren werden Schüler zu Argumentations-Trainern ausgebildet, die wiederum Gleichaltrige dabei unterstützen können, auf rechtsextreme Äußerungen und Parolen zu reagieren.
Im Jahr 2010 richtete der Verein, gefördert vom Presse- und Informationsamt der Bundesregierung, ein Internet-Portal für Bürgerengagement ein. Unter dem Motto „Sie tun Gutes – Wir reden drüber“ werden gemeinnützige Projekte, Initiativen und Vereine aus dem gesamten Bundesgebiet, die auf ehrenamtlichem Engagement basieren, vorgestellt. Darunter finden sich so unterschiedliche Einrichtungen wie die „Aktion Zivilcourage“ in Pirna, der Förderkreis Görlitzer Synagoge oder die Geschichtswerkstatt Rostock mit der von ihr herausgegebenen Zeitschrift Zeitgeschichte regional.

### Beratung zum Thema Rechtsextremismus

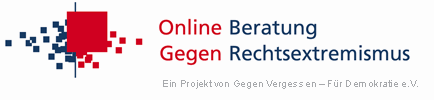
Logo der Online-Beratung gegen Rechtsextremismus

Mit der Online-Beratung gegen Rechtsextremismus stellt der Verein ein Beratungsangebot bereit, das anonym im Internet nutzbar ist. Die Beratung steht allen Menschen offen, die direkt oder durch ihr Umfeld mit Rechtsextremismus konfrontiert sind, die Informationen zur rechtsextremen Szene suchen oder die sich für ein demokratisches Zusammenleben engagieren wollen. Die Beratung steht in Form von E-Mail-Beratung, als Einzelchat oder Gruppenchat zur Verfügung. Bei Bedarf können Kontakte zu regionalen Einrichtungen, Projekten und Netzwerken vermittelt werden. Besucher der Internetseite finden dort zudem umfangreiche Informationen zum Thema.

## Politikberatung und Initiativen
Gegen Vergessen – Für Demokratie nimmt Aufgaben im Bereich der Politikberatung wahr und beteiligt sich mit politischen Initiativen am öffentlichen Diskurs zu folgenden Themen:

### Zwangsarbeiterentschädigung
Der Verein hat sich unter der Führung seines Gründungsvorsitzenden Hans-Jochen Vogel aktiv an den öffentlichen Diskussionen über die Entschädigung von NS-Zwangsarbeitern beteiligt. Diese Diskussionen mündeten in die Gründung der Stiftung „Erinnerung, Verantwortung und Zukunft“, die die Auszahlung von Entschädigungssummen an die noch lebenden Betroffenen aus einem von Bund und Wirtschaft getragenen Fonds verwaltete.

### Rechtsextremismus
Der Verein hat wiederholt öffentliche Erklärungen zum Thema Rechtsextremismus abgegeben. Hierzu gehört der Appell an die Politik, eine auf Kontinuität angelegte Förderpolitik für die Bekämpfung von Rechtsextremismus zu etablieren, sowie die Aufforderung an den Gesetzgeber, im Hinblick auf ein NPD-Verbot die Verfahrensregeln für ein Verbot verfassungswidriger Parteien zu überprüfen.

### Rehabilitierung sogenannter Kriegsverräter
1998 und 2002 wurden nationalsozialistische Unrechtsurteile in der Strafrechtspflege sowie Urteile gegen Wehrmachtsdeserteure mit dem Gesetz zur Aufhebung nationalsozialistischer Unrechtsurteile in der Strafrechtspflege durch den Deutschen Bundestag aufgehoben. Von der NS-Militärjustiz wegen Kriegsverrats Verurteilte waren hiervon zunächst ausgeschlossen und wurden erst im September 2009 pauschal rehabilitiert. Der Verein hat sich hierfür u. a. mit Informationsveranstaltungen und mit wissenschaftlicher Expertise vor dem Rechtsausschuss des Deutschen Bundestages eingesetzt.

### Entschädigung Euthanasie-Geschädigter
2007 wurde das „Gesetz zur Verhütung erbkranken Nachwuchses“ aus der NS-Zeit (Nationalsozialistische Rassenhygiene) vom Deutschen Bundestag zu einem Unrechtsgesetz erklärt, die Opfer selbst aber nicht vollständig rehabilitiert. Gemeinsam mit dem Bund der „Euthanasie“-Geschädigten und Zwangssterilisierten (BEZ) sowie der Stiftung Denkmal für die ermordeten Juden Europas beteiligt sich der Verein an der Diskussion um eine Anerkennung der Betroffenen als NS-Verfolgte.

## Preis „Gegen Vergessen – Für Demokratie“
Seit 2005 verleiht die Vereinigung jährlich den Preis „Gegen Vergessen – Für Demokratie“ an Personen oder Organisationen, die sich für die Aufarbeitung der deutschen Diktaturvergangenheit oder für Toleranz und Demokratie und gegen Rechtsextremismus engagieren. Die bisherigen Preisträger waren der ehemalige Bundespräsident Johannes Rau, die Musikgruppe Die Prinzen, das Maximilian-Kolbe-Werk, der Präsident des Deutschen Fußball-Bundes, Theo Zwanziger, und der DDR-Bürgerrechtler Rainer Eppelmann. Am 7. November 2010 wurde der Preis an den polnischen Historiker Feliks Tych verliehen. Die Laudatio hielt Joachim Gauck. Der Schriftsteller Rafik Schami erhielt im Jahr 2011 die Auszeichnung für seinen großen Einsatz für Demokratie und Menschenrechte. Die Preisverleihung fand am 30. Oktober 2011 in der Bremer Bürgerschaft statt. Die Laudatio hielt die ehemalige Kulturstaatsministerin Christina Weiss. 2012 ging der Preis an den Historiker Wolfgang Benz, dessen „Verdienste um die Erinnerungskultur in Deutschland und sein gesellschaftliches Engagement gegen Vorurteile und gegen Fremdenfeindlichkeit“, die er sich als langjähriger Leiter des Zentrums für Antisemitismusforschung der TU Berlin erwarb, ausgezeichnet wurden. Die Laudatio hielt der damalige stellvertretende Vorsitzende von Gegen Vergessen – Für Demokratie, Bernd Faulenbach. Im Jahr 2013 wurde der Preis an das Fußballmagazin 11 Freunde vergeben. 2014 erhielten Nesrin und Yasemin Şamdereli den Preis für ihren Film „Almanya“, 2015 wurde Frank Schneider, der ehemalige Präsident der Psychiatrie-Gesellschaft DGPPN ausgezeichnet. Der Preisträger 2016 war Weimarer Republik e. V., 2017 erhielt die Kindernachrichtensendung des ZDF logo! und 2018 die Initiative Ostritzer Friedensfest den Preis.

### Waltraud-Netzer-Jugendpreis
Im Rahmen und parallel zur oben angeführten Preisvergabe wird seit 2010 zusätzlich der Waltraud-Netzer-Jugendpreis verliehen. Ausgezeichnet werden sowohl Projekte von Jugendlichen, die sich aktiv mit der Vergangenheit auseinandersetzen, als auch Projekte, die sich diesbezüglich ausdrücklich an Jugendliche richten.

## Vorwurf der Verharmlosung des Holocaust
Der Verein sah sich teilweise mit dem von Autoren des linken Flügels der politischen Linken geäußerten Vorwurf der Relativierung und damit Verharmlosung des Holocaust konfrontiert. Dieser Vorwurf wurde vor allem damit begründet, dass der Verein die Erinnerung an das Unrecht der SED-Diktatur der DDR und an die Verbrechen des Nationalsozialismus für gleichermaßen erinnernswert halte. So kritisierte der Chefredakteur der von staatlichen Stellen als linksextremistisch angesehenen Zeitschrift konkret, Hermann L. Gremliza, in einem Leitartikel im April 2012 eine „Relativierung des Holocausts“, da der „Vereinszweck die Gleichsetzung der DDR mit Nazi-Deutschland, der 872 zwischen 1949 und 1989 an der Grenze zwischen BRD und DDR getöteten Flüchtlinge und Grenzsoldaten mit den sechzig Millionen ermordeten ‚slawischen Untermenschen‘ und europäischen Juden“ sei. Eine solche Zielsetzung findet sich jedoch weder in der Vereinssatzung noch in Schriften des Vereins. Der Vereinsmitbegründer Richard Schröder widmete sich dagegen in seinem Aufsatz Was nicht vergessen werden darf (1994) im Namen des Vereins auch explizit den „gravierenden Unterschiede[n]“ des NS- und des SED-Regimes.
Vorausgegangen war dem Artikel Gremlizas eine Polemik von Seiten Deniz Yücels, Autor der als linksalternativ geltenden Die Tageszeitung, in einem Kommentar im Vorfeld der Bundespräsidentenwahl 2012. Dieser bezog seine Kritik auf eine Äußerung des Kandidaten Joachim Gauck in einem Vortrag 2006 vor der Robert-Bosch-Stiftung, als Gauck sich u. a. dagegen aussprach, dass „das Geschehen des deutschen Judenmordes in eine Einzigartigkeit überhöht“ werde, was Yücel als Verharmlosung des Holocaust auslegte. Grünen-Politiker Jürgen Trittin kritisierte daraufhin die taz Ende Februar in der Talkshow Maybrit Illner dafür, dass man Gauck als Vorsitzendem des Vereins Gegen Vergessen – Für Demokratie nicht vorwerfen könne, dass er den Holocaust verharmlose.

## Ehrenmitglieder

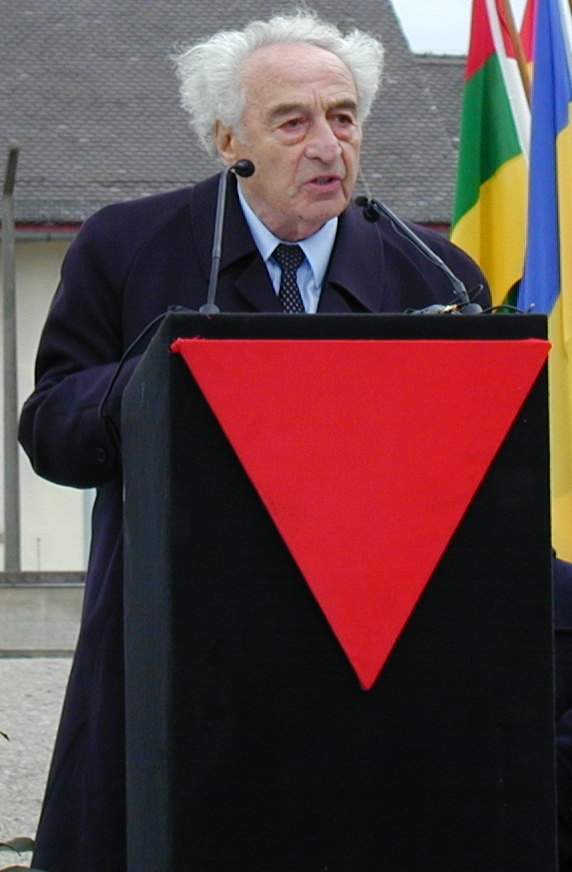
Max Mannheimer (2002)

- Hans Bonkas (1921–2012), langjähriger Vorsitzender des Vereins Reichsbanner Schwarz-Rot-Gold, Bund aktiver Demokraten e. V.
- Heinz Droßel (1916–2008), nutzte als Oberleutnant der Wehrmacht seine Handlungsspielräume für Zivilcourage und widerständiges Verhalten während des Zweiten Weltkrieges; er wurde als Gerechter unter den Völkern ausgezeichnet
- Elisabeth Graul (1928–2009), verarbeitete in Gedichten und Romanen ihre Haftzeit in der DDR; nach deren Ende berichtete sie in vielen Lesungen und Zeitzeugengesprächen über ihre Erlebnisse
- Ingeborg Hecht-Studniczka (1921–2011), wurde für ihre Erinnerungsarbeit mehrfach geehrt, unter anderem mit dem Bundesverdienstkreuz
- Andreas Heldrich (1935–2007), war erster Direktor der Stiftung Bayerische Gedenkstätten und hat sich insbesondere in seiner Zeit als Rektor der Ludwig-Maximilians-Universität München für eine kontinuierliche Auseinandersetzung mit dem NS-Gewaltregime engagiert
- Max Mannheimer (1920–2016), Vorsitzender der Lagergemeinschaft Dachau, u. a. Träger des Bundesverdienstkreuzes und der Bayerischen Verfassungsmedaille in Gold

## Auszeichnung
Im Oktober 2013 verlieh die Großloge der Alten Freien und Angenommenen Maurer von Deutschland dem Verein den Humanitären Preis der deutschen Freimaurer. Laudator bei der Preisverleihung 2013 war Peter Maffay, der die Auszeichnung im Jahr 2009 für seine TABALUGA-Stiftung erhalten hatte.

## Veröffentlichungen des Vereins
Der Verein gibt die Zeitschrift Gegen Vergessen, für Demokratie. Informationen zur politischen Bildungsarbeit sowie Broschüren, Flyer, Themenhefte u. a. heraus.